# Hans Ludwig Rohn
Hans Ludwig Rohn (* 26. Mai 1951 in Hattersheim; † 5. Juni 2021) war Vorsitzender der Deutschen Myasthenie Gesellschaft e. V. (DMG).

## Werdegang
Hans Rohn erhielt 1992 die Diagnose einer Myasthenia gravis, einer seltenen neurologischen Autoimmunerkrankung. Im Alter von 45 Jahren musste er in der Folge seinen Beruf als Postbeamter aufgeben.
Ab 1993 war Hans Rohn Mitglied der DMG. Er engagierte sich ab 1998 als ehrenamtlicher Regionalgruppenleiter in Frankfurt am Main. Von 2004 bis 2007 war er zusätzlich Regionalgruppenreferent. 2007 wurde er zum 1. Stellvertretenden Vorsitzenden gewählt. Bei der Mitgliederversammlung 2009 in Bensheim wurde er zum Vorsitzenden der DMG gewählt.
Zusätzlich vertrat er die DMG in den Ausschüssen des Bundes, beim Bundesinstitut für Arzneimittel und Medizinprodukte und in verschiedenen Gremien der Qualitätssicherung im Gesundheitssystem.

## Auszeichnungen
Am 4. Juni 2016 überreichte der Chef der Hessischen Staatskanzlei, Staatsminister Axel Wintermeyer, Hans Rohn den Hessischen Verdienstorden.